# Jonathan Tweet
Jonathan Tweet (Rock Island, 1965) è un autore di giochi statunitense. Noto soprattutto come co-creatore dei giochi di ruolo Ars Magica e Dungeons & Dragons 3.0.

## Biografia
Jonathan Tweet iniziò a giocare a Dungeons & Dragons a dodici anni nel 1977, quando il padre gli regalò la versione base del gioco. Per un breve periodo giocò con un gruppo di studenti del college, sebbene "ma il DM mi uccise... perché non voleva un dodicenne nel suo gruppo". Tweet allora formò il suo gruppo personale reclutando i compagni di scuola.
Nel 1987 mentre era studente al St. Olaf College di Northfield, Minnesota fondò insieme a Mark Rein·Hagen la Lion Rampant, battezzandola dal nome del simbolo araldico del loro college.
Nell'estate del 1987 Rein·Hagen e Tweet svilupparono il gioco di ruolo Ars Magica, il primo dei due fornendo le idee creative alla base dell'ambientazione, mentre il secondo le codificava in regole. Ars Magica fu un regolamento innovativo sotto molti punti di vista, in particolare per una gestione estremamente flessibile della magia e la proposta del gioco di ruolo stile troupe Un'altra fu l'introduzione dei tiri di abilità contro un valore bersaglio, definite da Jonathan Tweet "die + bonus" ("dado + bonus"). Le meccaniche utilizzate fino a quel momento nei giochi richiedevano di tirare sotto o sopra un valore fisso o di tirare oltre un valore fisso e questo le vincolava all'intervallo di valori dei dadi usati senza offrire meccanismi per gestire le contese di abilità).
Nel 1989 Tweet lasciò la Lyon Rampart per un lavoro non nel campo dei giochi, ma continuò a lavorare come freelance pubblicando l'avventura Festival of the Damned (1991) per Ars Magica e soprattutto il gioco di ruolo Over the Edge (1992) con la Atlas Games, che è probabilmente il primo a concentrarsi completamente su un modello di gioco narrativistico, in particolare la creazione del personaggio è completamente freeform, i personaggi non sono definiti da punteggi in abilità come forza, destrezza ecc. ma sono invece descritti da "tratti", brevi descrizioni verbali di cosa li rendono unici.
Nel 1992 su suggerimento di Lisa Stevens, ex collega della Lion Rampart la Wizards of the Coast gli affida la terza revisione delle regole di Talislanta (Talislanta Guidebook, 1992) e per lo stesso regolamento pubblica anche l'avventura The Scent of the Beast (1992). Continua a collaborare come freelance con la Wizards of the Coast come su vari progetti come collaboratore esterno e viene assunto regolarmente nel 1994.
Scrive per Wizards of the Coast Everway (1995), un altro gioco di ruolo freeform che al posto dei dadi usa come meccanismo casuale un mazzo di carte illustrate con immagini in maniera simile a un mazzo di tarocchi. La creazione dei personaggi viene effettuata pescando delle carte e ispirandosi alle immagini che compaiono su di esse. Anche la risoluzione delle azioni viene effettuata pescando delle carte e chiedendo ai giocatori di ispirarsi alle immagini pescate per descrivere l'azione e il suo risultato. Tweet lo definisce come un tentativo di sviluppare una nuova versione di Over the Edge ma con a disposizione un budget più grande. Il gioco comunque, nonostante la qualità della pubblicazione non incontra un grande successo di pubblico e molte copie restano invendute.
Nel 1997 diventa il leader della squadra di produzione della terza edizione di Dungeons & Dragons con Monte Cook e Skip Williams. Nel 2000 sovrintende al team di sviluppo per un'edizione basata sul d20 System del wargame tridimensionale Chaimail. Nel 2003 lavora nuovamente a un wargame tridimensionale con Rob Heinsoo ed Skaff Elias e sviluppa Dungeons & Dragons Miniatures Game.
Nel 2007 venne eletto nella Hall of Fame degli Origins Award.
Il 2 dicembre 2008 viene licenziato nel corso di uno delle riduzioni del personale della Hasbro (che era diventata proprietaria della Wizards of the Coast nel 1999).
Nel 2011 viene assunto da Amazon.com per sviluppare giochi online.
Il 10 aprile 2012 la Pellgrane Press annuncia che Jonathan Tweet insieme a Rob Heinsoo (uno degli autori della quarta edizione di Dungeons & Dragons) stanno collaborando allo sviluppo di 13th Age. Tweet ha affermato: «Il nostro obiettivo con 13th Age è di catturare lo stile a ruota libera della vecchia scuola, creando un gioco con più anima e meno dettagli tecnici.» Il gioco viene pubblicato nel 2013.
Nel 2015 pubblica Grandmother Fish, un libro illustrato per insegnare l'evoluzione a bambini in età prescolare, finanziato inizialmente usando la piattaforma Kickstarter e successivamente pubblicato dalla Macmillan Publishers.